# Still Life (album de Perry Blake)
Pour les articles homonymes, voir Still Life.
Albums de Perry Blake
Perry Blake
(1998) Presque rien
(2000)
Still Life est le deuxième album du chanteur irlandais Perry Blake, sorti en 1999 sur le label Naïve Records.

## Liste des titres
1. Sandriam 6:14
2. This Time It's Goodbye 3:55
3. Leave It All Behind 6:35
4. No Lullabies 4:13
5. If I Let You In 5:02
6. Bury Me With Her (Julia) 7:13
7. Still Lives 3:57
8. Friend (You've Been Whispering Again) 4:43
9. War In France 6:11
10. Stop Breathing 5:00
11. Driftwood 3:37
12. Give Me Back My Childhood 4:42
13. Wise Mans Blues 3:56

## Musiciens
- Perry Blake : Chant, Chœurs, Claviers
- Graham Murphy : Claviers, Programmation
- Glenn Garrett : Basse, Guitare Acoustique
- Steve Jansen : Batterie, Percussions
- Jamie Wright : Piano, Orgues, Claviers
- Alan MacFeely : Guitares
- Fiona McGeown : Chœurs
- Quatuor à cordes "The Wired Quartet" (Rosie Wetters, Everton Nelson, Lucy Wilkins, Bruce White)

## Musiciens additionnels
- Francoise Hardy : choriste (sur le titre "War in France")
- Ross Cullum : guitare, claviers, programmation (sur le titre "Leave It All Behind")